# جمعية البنوك الأوروبية
جمعية البنوك الأوروبية EBA (بالإنجليزية: Euro Banking Association) هي اتحاد تجاري لصناعة المدفوعات الأوروبية يضم ما يقرب من 200 بنك ومنظمة عضو من الاتحاد الأوروبي ومن جميع أنحاء العالم تهدف إلى تعزيز وقيادة مبادرات الدفع لعموم أوروبا. ومن خلال مبادراتها الصناعية وأنظمة الدفع باليورو التي قدمتها، تعد هذه الجمعية مساهماً رئيسياً في إنشاء منطقة المدفوعات الأوروبية الموحدة (SEPA).